# إريك لارسن
إريك لارسن (بالإنجليزية: Erik Larsen) هو فنان قصص مصورة أمريكي، ولد في 8 ديسمبر 1962 في منيابولس في الولايات المتحدة.

## وصلات خارجية
- إريك لارسن على موقع IMDb (الإنجليزية)
- إريك لارسن على موقع قاعدة بيانات الفيلم (الإنجليزية)